# Dworiki (Fatesch)
Dworiki (russisch Дворики) ist ein Dorf (derewnja) in der Oblast Kursk in Russland. Es gehört zum Rajon Fatesch und zur Landgemeinde (selskoje posselenije) Werchneljubaschski selsowjet.

## Geographie
Der Ort liegt gut 64 km Luftlinie nordwestlich des Oblastverwaltungszentrums Kursk im südwestlichen Teil der Mittelrussischen Platte, 19 km nördlich des Rajonverwaltungszentrums Fatesch, 5 km vom Sitz des Dorfsowjet – Werchni Ljubasch, 108 km von der Grenze zwischen Russland und der Ukraine, am kleinen Fluss Jassenok (rechter Nebenfluss der Swapa).

### Klima
Das Klima im Ort ist wie im Rest des Rajons kalt und gemäßigt. Es gibt während des Jahres eine erhebliche Niederschlagsmenge. Dfb lautet die Klassifikation des Klimas nach Köppen und Geiger.

## Bevölkerungsentwicklung
| Jahr | Einwohner |
| ---- | --------- |
| 1979 | 125       |
| 2002 | 58        |
| 2010 | 57        |

Anmerkung: Volkszählungsdaten

## Verkehr
Dworiki liegt an der Fernstraße föderaler Bedeutung M2 „Krim“ (ein Teil der Europastraße E105), 22,5 km von der Straße A 142 (ein Teil der Europastraße E93), 1 km von der Straße interkommunaler Bedeutung 38N-256 (M2 „Krim“ – Jassenok) und 26 km vom nächsten Bahnhof Kurbakinskaja (Eisenbahnstrecke Arbusowo – Luschki-Orlowskije) entfernt.
Der Ort liegt 186 km vom internationalen Flughafen von Belgorod entfernt.